# Шершень (ПТРК)
Шершень — білорусько-український протитанковий ракетний комплекс (ПТРК). Призначений для знищення бронетехніки, захищених об'єктів (типу бункер, ДОТ, ДЗОТ) і низьколетячих малошвидкісних цілей (вертольотів, БПЛА). Будучи логічним розвитком протитанкового комплексу «Скіф», «Шершень» перевершує його по ряду параметрів, а також реалізує інженерні рішення, унікальні серед конкурентів.

## Зображення

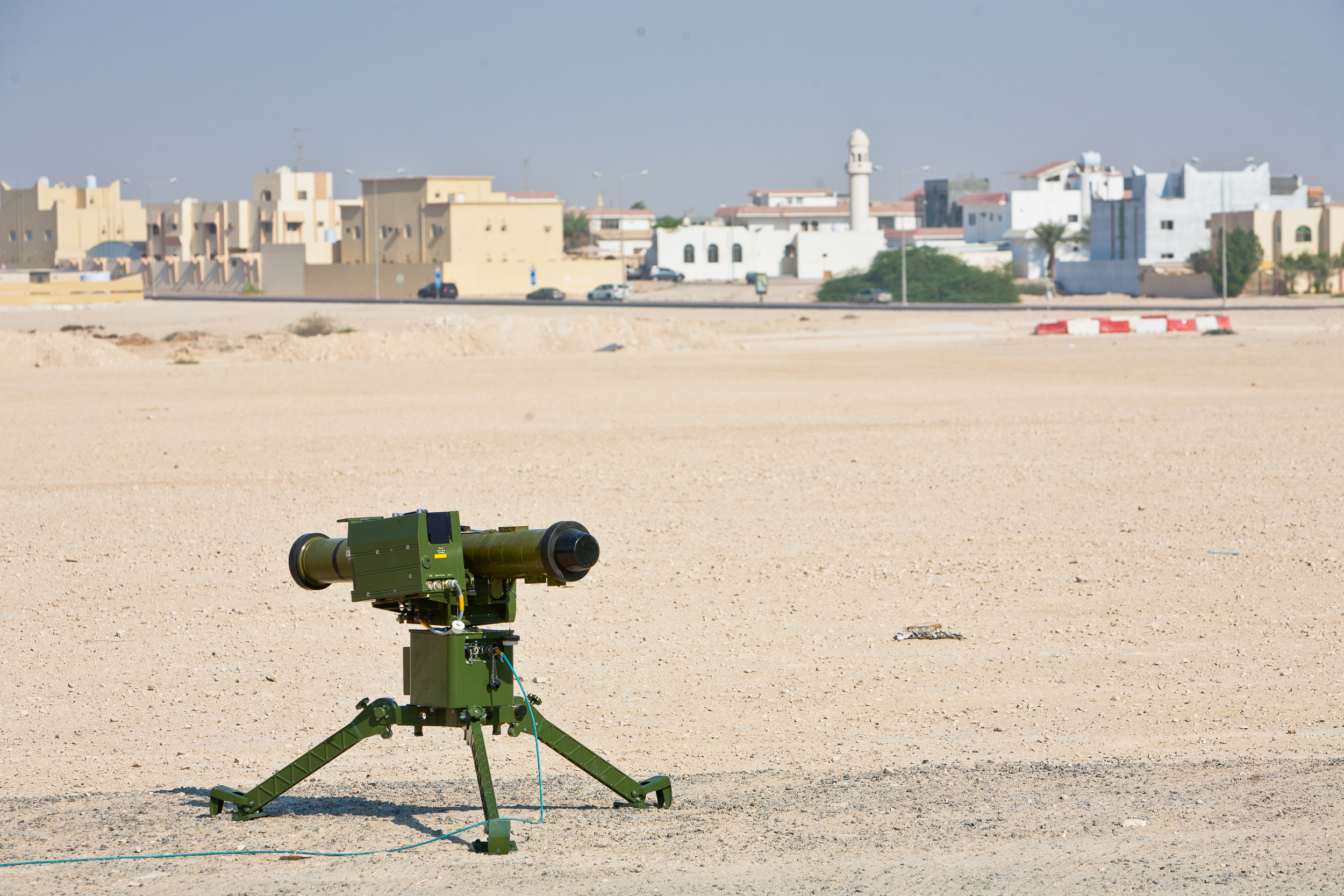
ПТРК "Шершень" на позиції
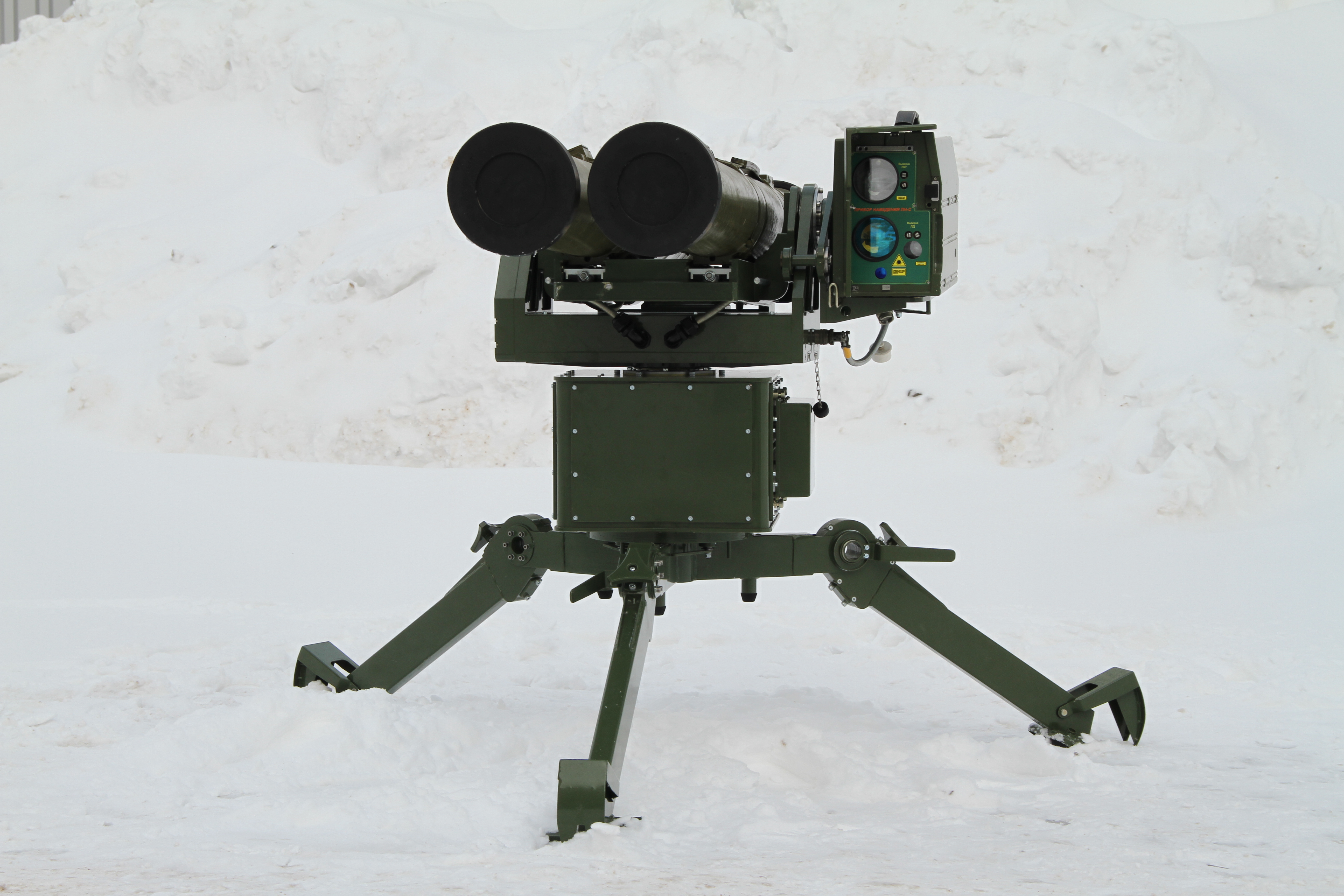
ПТРК "Шершень-D
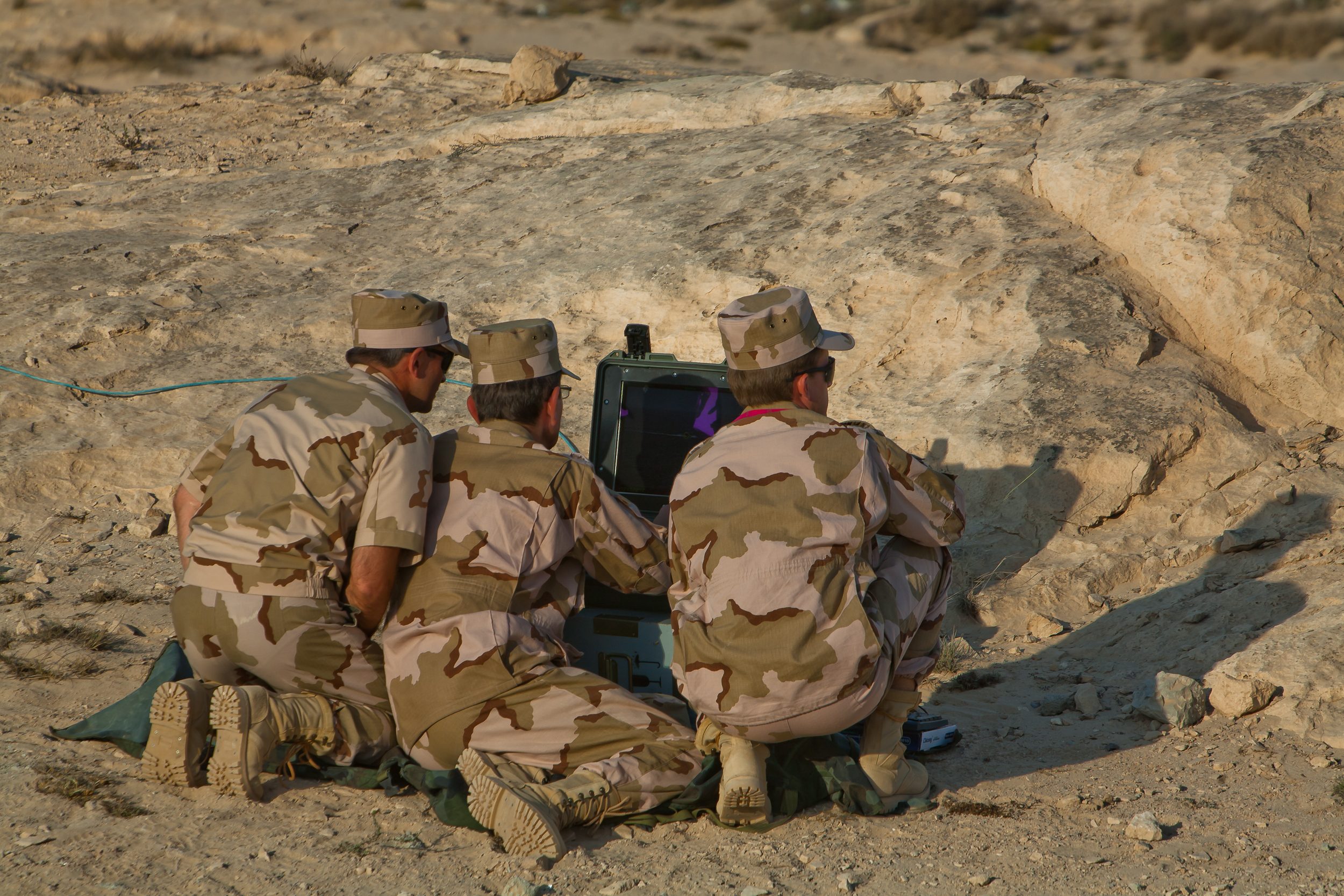
Пульт дистанційного керування ПТРК "Шершень"
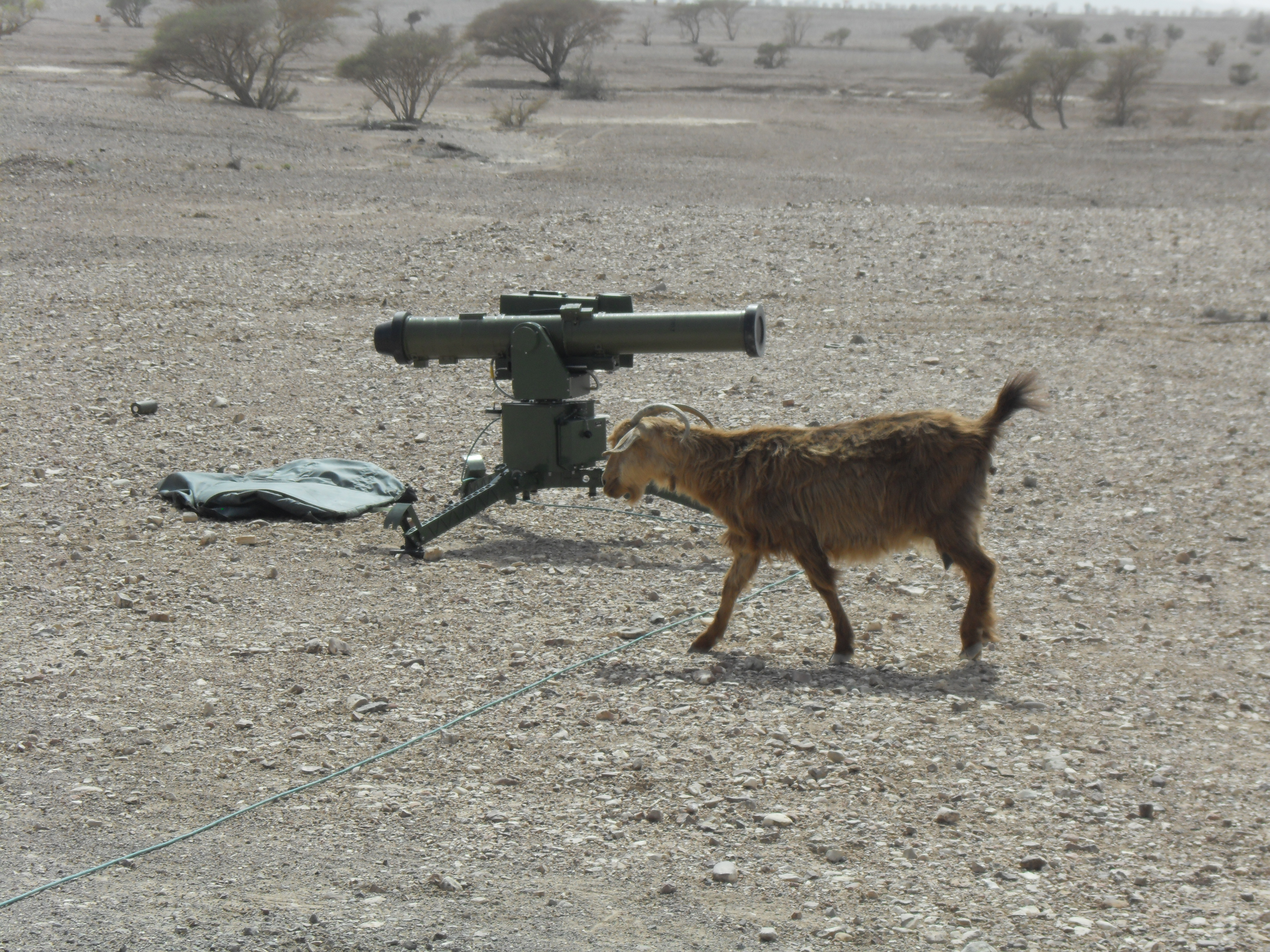
ПТРК "Шершень" в екстремально спекотних умовах (+55°С)
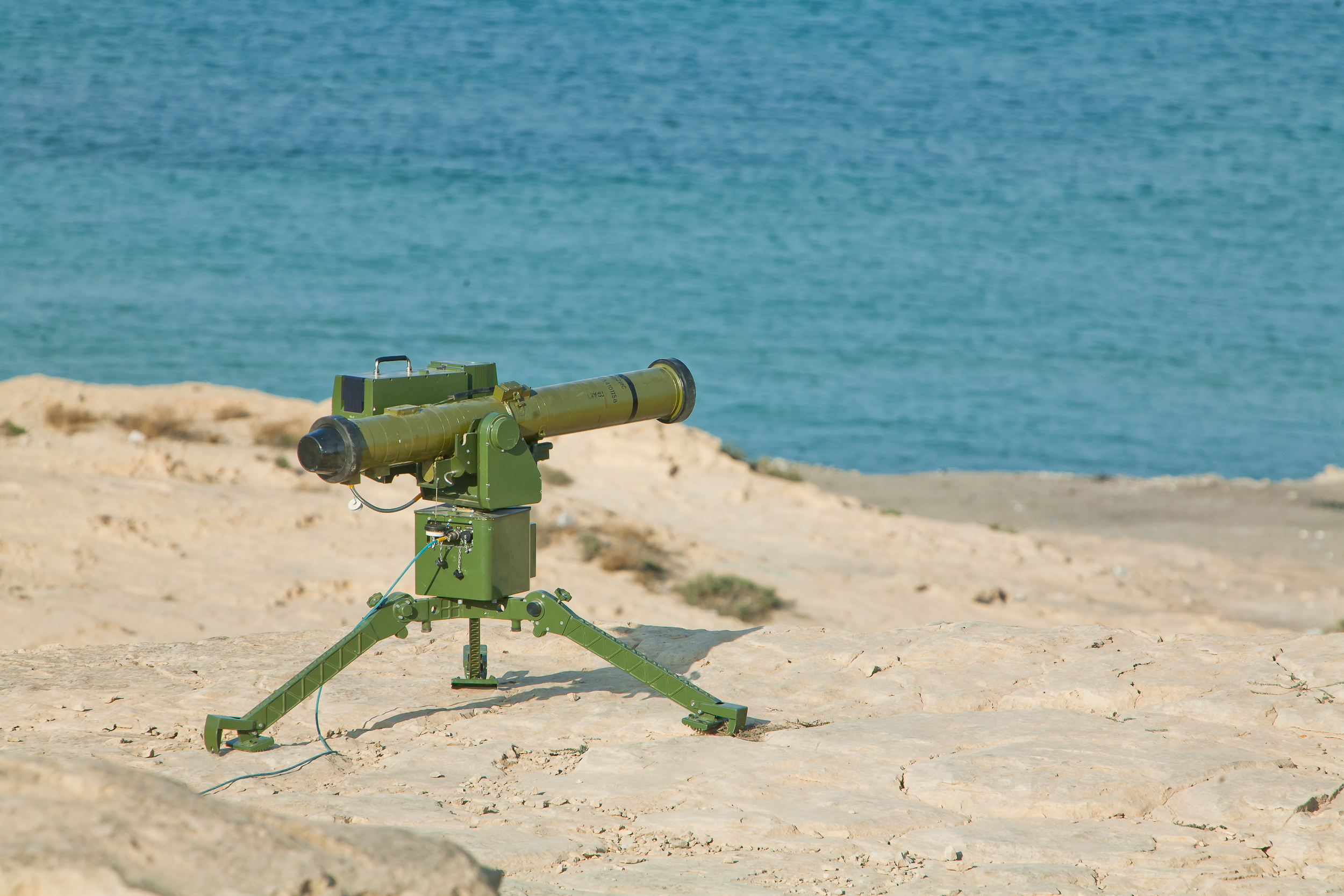
ПТРК "Шершень" на захисті берегової лінії
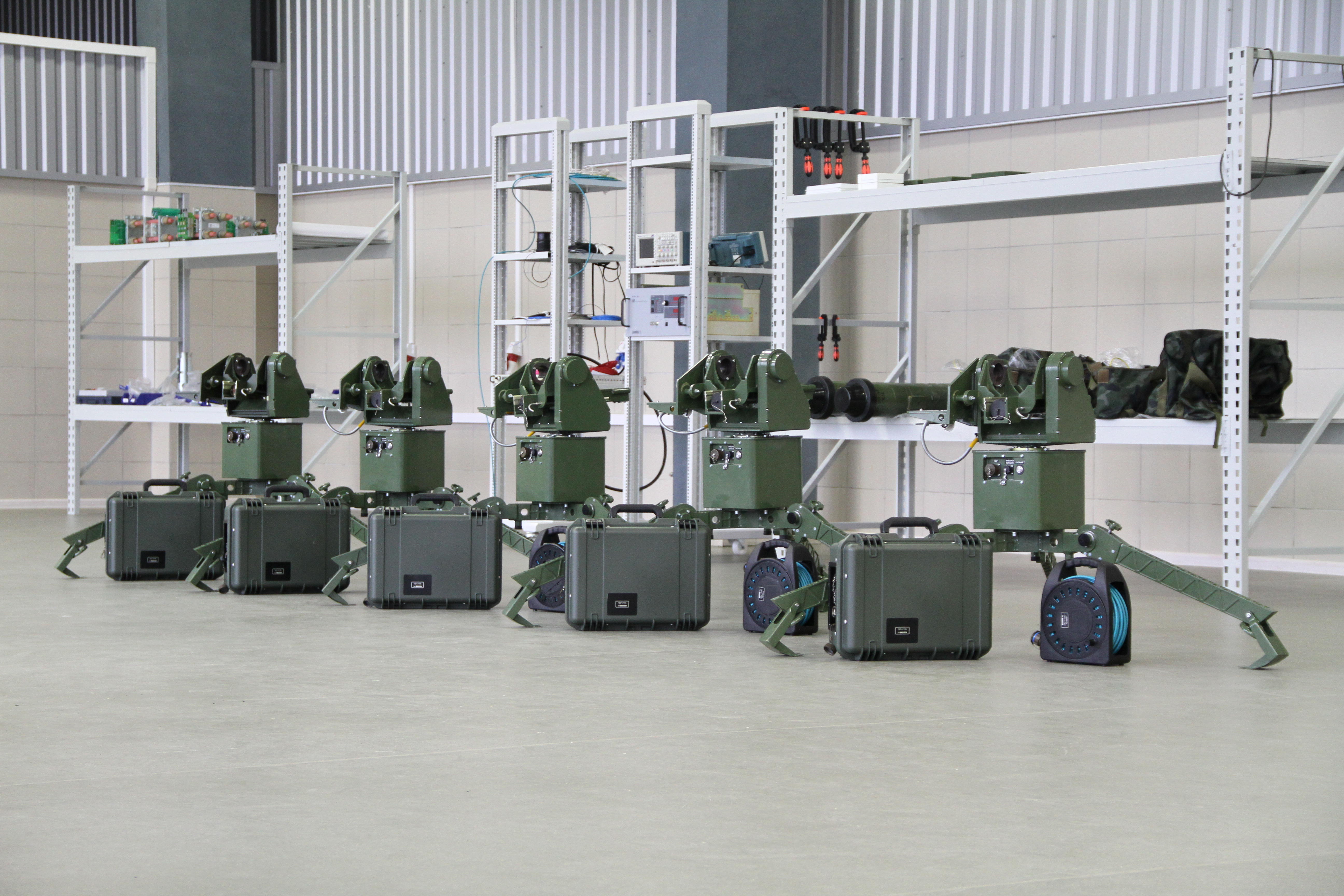
ПТРК "Шершень" виробнича ділянка
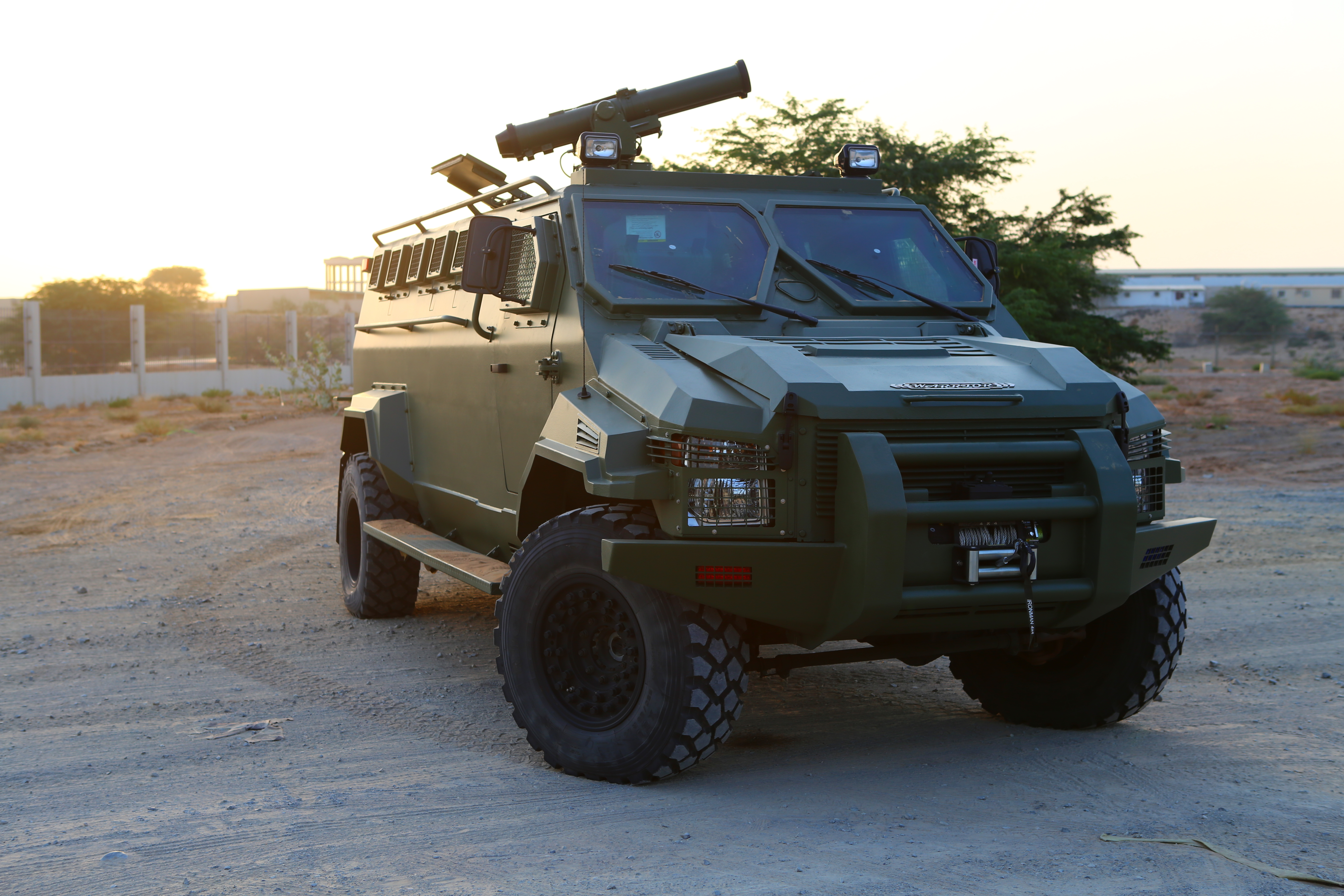
ПТРК "Шершень-DM" на броньованому автомобілі Спартан (Streit Group)

## Джерело
- ПТРК «Шершень» [Архівовано 29 липня 2014 у Wayback Machine.] (рос.)
- Ірак замовив партію Білоруських ПТРК з Українськими ракетами. uprom.info. Національний промисловий портал. 25 липня 2018. Архів оригіналу за 26 липня 2018. Процитовано 25 липня 2018.